# 紐澤西愛未眠
《紐澤西愛未眠》（英語：Jersey Girl）是一部2004年美國喜劇劇情片，由凯文·史密斯執導兼編劇，班·艾佛列克、麗芙·泰勒、拉奎爾·卡斯楚、喬治·卡林（他去世前的最後一次亮相）、斯蒂芬·魯特、麥克·史塔爾、珍妮佛·羅培茲與贾森·比格斯主演。講述了一位男子在女兒母親死於分娩後必須照顧他早熟女兒的故事。電影於2004年3月26日在美國上映，口碑不佳，入圍三項金酸莓獎。
該片為史密斯首部非View Askew宇宙和沒有出現傑與沉默鮑勃（兩人僅出現在片頭和片尾的公司標誌）出演的電影。《紐澤西愛未眠》的預算達3500萬美元，比史密斯以往的電影都高，但全球票房僅收入3610萬美元，表現失利。

## 演員
- 班·艾佛列克飾演奧利·特蘭克（Ollie Trinké）
- 麗芙·泰勒飾演瑪雅·哈丁（Maya Harding）
- 拉奎爾·卡斯楚（英语：Raquel Castro）飾演格蒂·特蘭克（Gertie Trinké）
- 喬治·卡林飾演巴特·特蘭克（Bart Trinké）
- 斯蒂芬·魯特飾演格林尼（Greenie）
- 麥克·史塔爾（英语：Mike Starr (actor)）飾演布洛克（Block）
- 珍妮佛·羅培茲飾演格蒂·斯坦尼-特蘭克（Gertie Steiney-Trinké）
- 贾森·比格斯飾演亞瑟·布里克曼（Arthur Brickman）
- 保利·利特（英语：Paulie Litt）飾演布萊恩（Bryan）
- 哈莉·奎茵·史密斯飾演特拉絲·科萊利（Trace Colelli，未掛名）[3]

客串
- 威爾·史密斯飾演他自己
- 麥特·戴蒙飾演公關人員
- 傑森·李飾演公關人員
- S·伊佩瑟·默克森飾演醫生
- 馬修·馬希爾（英语：Matthew Maher (actor)）飾演送貨員

## 外部連結
- AllMovie上《紐澤西愛未眠》的资料（英文）
- 互联网电影数据库（IMDb）上《紐澤西愛未眠》的资料（英文）
- Box Office Mojo上《紐澤西愛未眠》的資料（英文）
- 豆瓣电影上《紐澤西愛未眠》的資料 （简体中文）
- 爛番茄上《紐澤西愛未眠》的資料（英文）
- Metacritic上《紐澤西愛未眠》的資料（英文）